# 2007年世界房車錦標賽意大利站
2007年世界房車錦標賽意大利站是2007年度世界房車錦標賽的第十站賽事，正式比賽在2007年10月5日於意大利蒙扎賽道上舉行。這是第三次在意大利舉行賽事。第一回合由西亞車隊的伊雲·梅拿勝出，第二回合由西亞車隊的真尼勝出。